# Egípodes
Os egípodes são citados por Heródoto de Halicarnasso em sua obra "Histórias de Heródoto", no Melpômene, seu nome, egípode, significa aquele que possui pés como o da cabra, e antes de representar a uma lenda fantástica, pode representar de fato a um modelo de bota, cuja capa ao ser recoberta por pele bruta animal, em semelhança aos trajes dos berserkers nórdicos, transmite a sensação de se ver pernas peludas, enquanto que estarem os dedos polegar e demais separados por fenda na bota, dá a impressão de pata e não pés. Essas botas, de uso raro por povos, em geral habitantes de áreas montanhosas, podem portar partes metálicas, ou em couro ou ainda placas de marfim de chifres, para proteger aos dedos, aumentando a semelhança com cascos fendidos. Tal bota aumenta a aderência dos pés ao chão, principalmente em escaladas, enquanto protege às pernas de frio intenso, propriedade que ajustaria tal povo, caso proceda a hipótese, a climas como o do Himalaia ou Tibete. A se julgar que a informação foi obtida mediante os povos Citas, em muito provavelmente, ou ainda através dos helenizados Sármatas, e que ambos os povos, aparentados entre si, demonstravam conhecer predominantemente a povos também aparentados entre si, é provável realmente que se trate de designação a um outro povo Sármata ou cita como alguns parecem alegar.
Pode-se acrescentar que são um dos oito tipos de Alanos, segundo o site Sarmatia Eurasiana.